# Kupferschieferhalden bei Klostermansfeld
Kupferschieferhalden bei Klostermansfeld este o arie protejată (arie specială de conservare — SAC, sit de importanță comunitară — SCI) din Germania întinsă pe o suprafață de 96 ha, integral pe uscat.

## Localizare
Centrul sitului Kupferschieferhalden bei Klostermansfeld este situat la coordonatele 51°34′42″N 11°28′42″E / 51.5783°N 11.4783°E.

## Înființare
Situl Kupferschieferhalden bei Klostermansfeld a fost declarat sit de importanță comunitară în octombrie 2000 pentru a proteja 1 specie de animale. Situl a fost protejat și ca arie specială de conservare în decembrie 2018.

## Biodiversitate
Situată în ecoregiunea continentală, aria protejată conține 3 habitate naturale: Pajiști calaminariene cu Violetalia calaminariae, Pajiști uscate seminaturale și facies de acoperire cu tufișuri pe substraturi calcaroase (Festuco-Brometalia) (* situri importante pentru orhidee), Fânețe de joasă altitudine (Alopecurus pratensis, Sanguisorba officinalis).
La baza desemnării sitului se află o specie protejată de  mamifere: liliac comun (Myotis myotis)